# New World Computing
New World Computing, Inc. — колишня американська компанія, яка займалася розробкою і видавництвом відеоігор, заснована 1984 року Джоном Ван Канеґемом, його дружиною Мішель Ван Канеґем, і Марком Колдвеллом. Найбільш відома своєю роботою над серією комп'ютерних рольових відеоігор Might and Magic і її похідними, в особливості Heroes of Might and Magic. Компанія була придбана The 3DO Company 10 липня 1996.
Через фінансові труднощі, компанія 3DO звільнила більшу частину співробітників New World Computing 15 липня 2002. Хоч і менший, але основний персонал залишився в New World Computing, наступний рік показав лише незначне поліпшення ситуації 3DO, і компанії довелося звернутися до 11 розділу захисту від банкрутства в травні того ж року. Перед повним зникненням того року, 3DO продала права на серію Might and Magic компанії Ubisoft. Як студія розробки відеоігор в компанії 3DO, New World Computing припинила своє існування разом зі звільненням свого власника.